# بول جونز (لاعب كرة قدم بريطاني)
بول جونز (بالإنجليزية: Paul Jones)‏ (6 فبراير 1974 في المملكة المتحدة - ) هو لاعب كرة قدم بريطاني في مركز جناح ‏. لعب مع برمنغهام سيتي ونادي موور غرين لكرة القدم.